# Amberkhed, Jevargi
Amberkhed là một làng thuộc tehsil Jevargi, huyện Gulbarga, bang Karnataka, Ấn Độ.